# 布科夫諾
布科夫諾是波蘭的城鎮，位於該國東南部，距離首府克拉科夫約40公里，由小波蘭省負責管轄，面積63.42平方公里，海拔高度270至400米，2006年人口10,695。
50°16′05″N 19°27′47″E / 50.26806°N 19.46306°E